# Marțieni, cărați-vă acasă

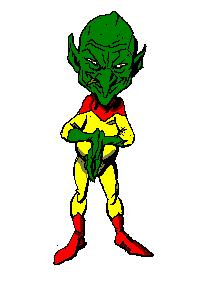
Reprezentare grafică a unui așa-zis marțian „tipic”

Martians, Go Home (cu sensul de Marțieni, cărați-vă acasă!) este un roman științifico-fantastic, umoristic, de satiră socială scris de Fredric Brown și publicat prima oară în 1955. Cartea este o parodie a genului științifico-fantastic. Marțieni, duceți-vă acasă este ultimul sunet scos de umanitatea epuizată de omuleții verzi așa cum erau imaginați în romanele anilor ’50. Ei sunt bădărani, respingători de familiari și cunosc totul despre oameni, nerespectând nimic, doar adevărul.

## Povestea
Povestea începe la 26 martie 1964. Luke Deveraux, protagonistul romanului, este un scriitor de science-fiction de 37 de ani care este divorțat. Deveraux se închide singur într-o cabină din deșert, cu intenția de a scrie un nou roman (și de a uita eșecul dureros al unei căsnicii ratate). Beat fiind, el crede că scrie o poveste despre marțieni, când, dintr-o dată, cineva bate la ușă. Deveraux deschide ușa și vede un om mic și verde, un marțian. Marțianul se dovedește a fi foarte nepoliticos; el insistă să-l numească pe Luke "Mack" și nu are altceva în minte în afară de dorința de a-l insulta și umili pe Luke. Marțianul, care este intangibil, se dovedește a fi în stare să dispară după voia sa și de a vedea prin materialele opace. Luke pleacă din cabina sa cu mașina, crezând că extraterestrul a fost doar o halucinație la beție. Dar își dă seama că se înșeală atunci când vede că un miliard de marțieni au venit pe Pământ.

## Marțienii
Fredric Brown reia imaginea populară a marțienilor ca omuleți verzi, care măsoară aproximativ 75 cm, cu corpuri mici; membre lungi, zdrențuite și capete chele și sferice. Ei au câte șase degete la fiecare mână și poartă cizme și pantaloni, fiind extrem de asemănători cu spiridușii din mitologia celtică. Marțienii consideră rasa umană inferioară și sunt atât interesați cât și amuzați de comportamentul uman. Spre deosebire de alte ficțiuni cu invadatori marțieni, marțienii lui Brown nu intenționează să invadeze Pământul prin violență; în schimb ei pierd ore în șir numind pe toată lumea "Mack" sau "Toots" (sau unele variații regionale ale acestora), dezvăluind secrete jenante, huiduind producții teatrale, satirizând discursuri politice și chiar oferind comentarii colorate și cinice la încercările frustrante de „consumare a căsătoriei” a perechilor aflate în luna de miere. Această critică acerbă fără încetare oprește mare parte a activităților umane, iar mulți oameni înnebunesc, inclusiv Luke.

## Primire
Romanul este considerat un clasic al literaturii științifico-fantastice  de următoarele lucrări de referință:
- Annick Beguin, Les 100 principaux titres de la science-fiction, Cosmos 2000, 1981 ;
- Science-fiction. La bibliothèque idéale, Albin Michel, 1988 ;
- Enquête du Fanzine Carnage mondain auprès de ses lecteurs, 1989 ;
- Lorris Murail, Les Maîtres de la science-fiction, Bordas, coll. « Compacts », 1993 ;
- Stan Barets, Le science-fictionnaire, Denoël, coll. «Présence du futur», 1994.

## Ecranizări
În 1990, regizorul David Odell a adaptat romanul într-un film omonim cu Randy Quaid în rolul principal redenumit Mark Deveraux.